# Niegowonice II

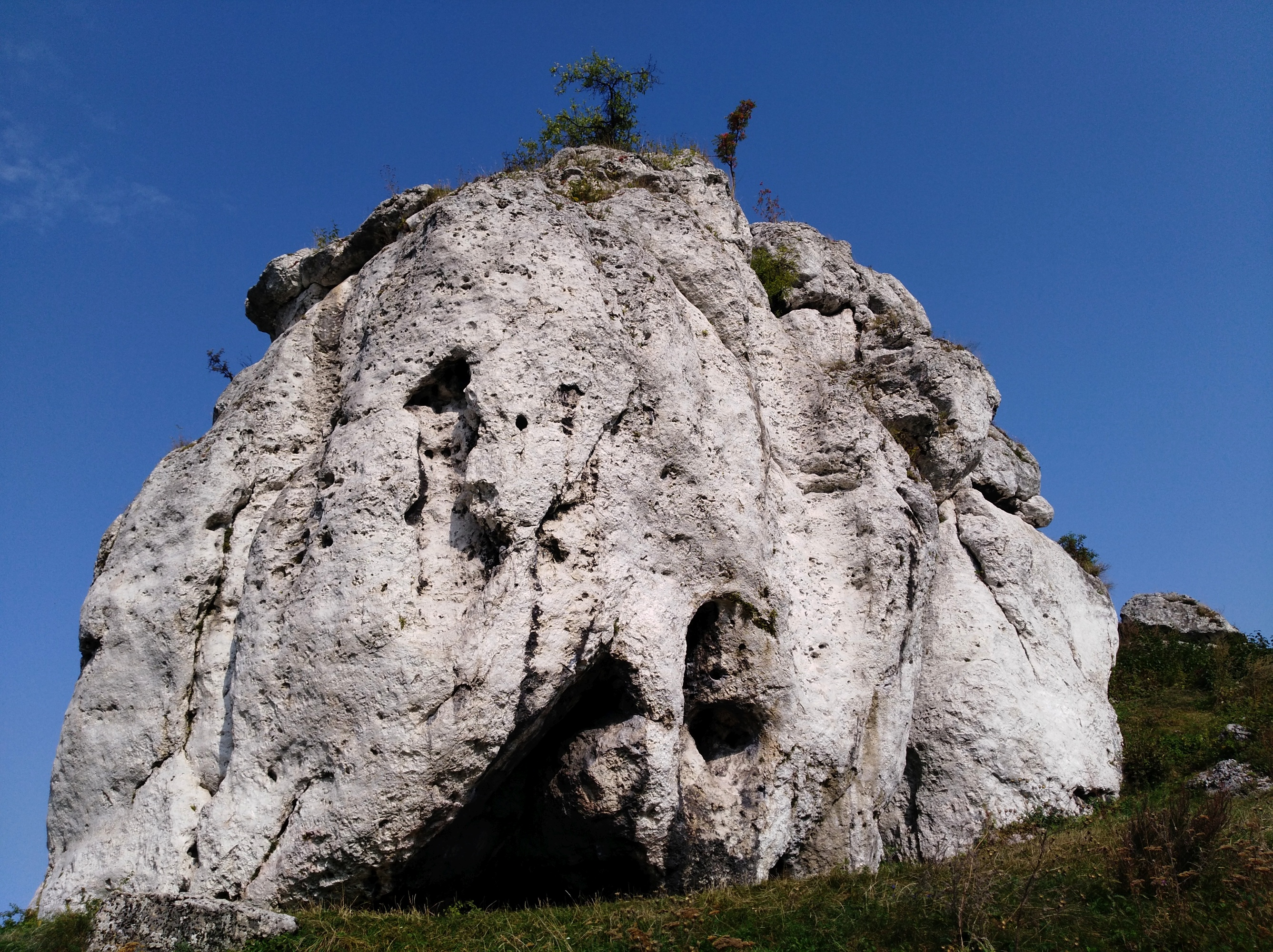
Niegowonice II

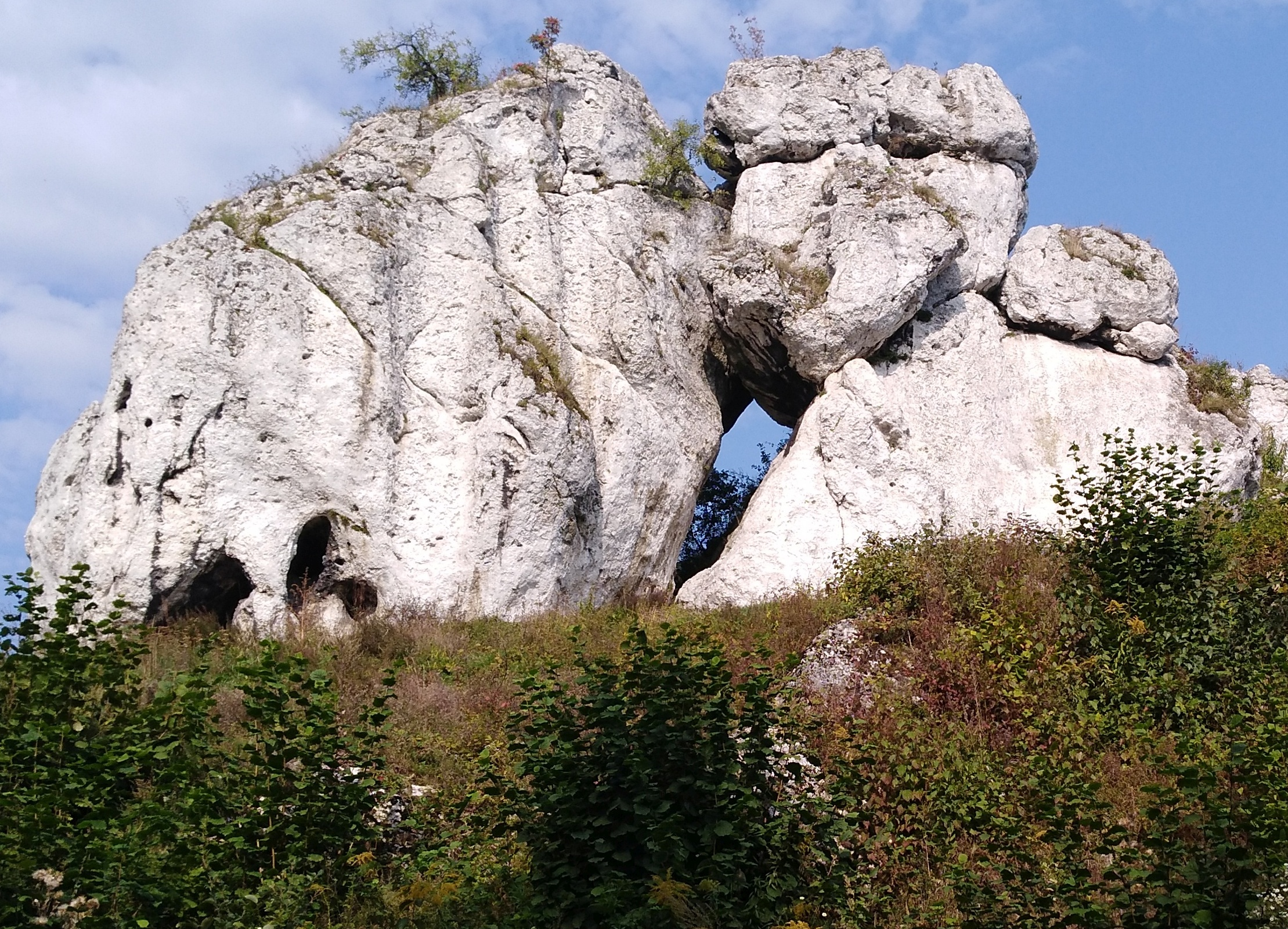
Niegowonice II i Niegowonice III

Niegowonice II – skała w grupie Skał Niegowonickich w miejscowości Niegowonice w województwie śląskim, w powiecie zawierciańskim, w gminie Łazy. Znajduje się na wzniesieniu Kromołowiec (417 m n.p.m.) po północno-wschodniej stronie wsi, przy drodze wojewódzkiej nr 790 na Wyżynie Częstochowskiej będącej częścią Wyżyny Krakowsko-Częstochowskiej. Obok skał jest miejsce biwakowe z wiatą, stołem, ławami i tablicami informacyjnymi oraz miejsce parkingowe.
Skała Niegowonice II ma wysokość 9 m i sąsiaduje ze skałą Niegowonice III. Obydwie skały znajdują się na terenie otwartym i zbudowane są z twardych wapieni skalistych. Od 1995 roku uprawiana jest na nich wspinaczka skalna.
W pobliżu znajdują się jeszcze 3 inne skały wspinaczkowe: Niegowonice I, Niegowonice III i Przydrożna Skała.

## Drogi wspinaczkowe
Na skale Niegowonice III jest 9 dróg wspinaczkowych o trudności od V do VI.4+ w skali polskiej i długości 8–10 m. Większość dróg ma zamontowane stałe punkty asekuracyjne; ringi (r) i stanowiska zjazdowe (st).
1. Zakręcona Natalia; VI.1+, 3r + st, 8 m,
2. Cargo; VI.2, 3r + st, 8 m,
3. Przez komin; VI-, 4r + st, 9 m,
4. Filarek; VI.1, st, 9 m
5. Skok na dwa palce; VI.1+, 4r + st, 9 m,
6. Niegowonicki komin; V, 9 m,
7. Dojcze bundesban; VI.1, 4r + st, 9 m,
8. Jabolowe przygody/Odpoczynek triatlonisty; V, 3r + st, 10 m
9. Spiderman; VI.4, 3r + st, 8 m[1].